# Барщовський Тарас Ярославович
Тара́с Яросла́вович Барщо́вський  (*1971, с. Братковичі, Городоцький район, Львівська область, УРСР) — український бізнесмен, засновник і власник групи компаній з переробки фруктів, ягід і овочів T.B.Fruit, власник ТИ «Т. Б. Сад», «Яблуневий Дар», «Т.B. Fruit Poland», «T.B. Fruit SRL», ТМ "Galicia", «Filvarok».

## Життєпис

### Освіта
1991—1993 — юридичний факультет Львівского університету.

### Кар'єра
- 1992 — почав підприємницьку діяльність.
- 1999 — відкрив транспортну компанію для перевезення наливних харчових вантажів.
- 2003 — заснував компанію «Яблуневий дар». Придбав завод з виробництва концентрованих соків у м. Городок.
- 2006 — придбав завод з переробки фруктів в с. Затишшя (Харківська область).
- 2007 — побудував завод в с. Солобківці (Хмельницька область).
- 2011 — придбав завод в с. Двікози (Польща). Заснував компанію T. B. Fruit[2], заснував торгову марку соків Galicia.
- 2012 — побудував завод з виробництва концентрованих соків в м. Липовець (Вінницька область).
- 2013 — побудував завод з переробки фруктів у м. Аннополь (Польща).
- 2015 — збудував завод з переробки фруктів у м. Єдинець (Молдова).[3]
- 2016 — заснував компанію T.B. Pack з виробництва дерев'яних піддонів. Відкрив офіс Групи компаній «T.B. Fruit North America LLC» в США.
- 2019— група компаній T.B. Fruit запустила в роботу завод з виробництва яблучного пектину потужністю 3 тис. тонн на рік.[4] Інвестиції у цей проект за словами Барщовського сягнули 25 млн євро[5].

## T.B.Fruit
Засновник та власник групи компаній T.B. Fruit, до складу якої входять 7 заводів з переробки фруктів, ягід і овочів (Україна, Польща, Молдова), агрокультура, транспортно-логістична, інжинірингова компанії та компанія з виготовлення дерев'яних піддонів, а також ТМ соків Galicia. За даними компанії, 2019 року вона контролювала 10 % світового ринку соку.

## Статки
2013 року Forbes поставив Барщовського третім в списку найбагатших людей Львова. Його статки тоді оцінювались в 141 млн $.
2016 року видання Landlord оцінило статок Барщовського у $ 100,3 млн.[джерело?]
2018 року журнал Forbes оцінив стан Барщовського в $ 101 млн.[джерело?]
2019 — № 60 у рейтингу найбагатших українців за версією видання НВ ($105 млн).

## Критика
У лютому 2015 року компанії «Яблуневий дар» і «Танк Транс», що належать Барщовському, стали учасниками скандалу щодо виведення кредитів з проблемного банку «Дельта». Безпосередньо перед визнанням банку неплатоспроможним, ці компанії підписали договір відступлення права вимоги з американською компанією Cargill Financial Services Intl (власник 30 % «Дельти»). Так, компанії Барщовського припинили бути боржниками «Дельта Банку» і отримали нові кредити, вже безпосередньо у Cargill.
У липні 2015 року слідче управління фінансових розслідувань Головного управління ДФС у Львівській області отримало дозвіл на доступ до оригіналів фінансових документів ТОВ «ТБ Сад» та фірм-партнерів підприємства. Фіскальна служба підозрює фірму в тому, що вона укладала фіктивні угоди з метою ухиленні від сплати податків.
У 2015 році Печерський суд Києва наклав арешт на майно компаній «Яблуневий дар» і «Танк Транс» за зверненням Генеральної прокуратури, яка вважає, що посадові особи цих компаній незаконно заволоділи правами Державної іпотечної установи на суму 1,41 млрд грн. Підставою для арешту майна став взаємозалік між компаніями Барщовського та американською компанією Cargill, яка таким чином вивела свої інвестиції з «Дельта Банку» за рахунок погашення кредитів «Яблуневий дар» і «Танк Транс».
У жовтні 2018 року Фонд гарантування вкладів публічно заявив, що всього за місяць до настання неплатоспроможності АТ «Дельта Банк», група пов'язаних компаній ТОВ «Яблуневий дар» та ТОВ «Танк Транс» вчинили більше десяти операцій із зарахування зустрічних вимог (так зване, «схлопування») на загальну суму більше 100 млн євро.
У листопаді 2019 року ТОВ «ТБ Сад» подано заяву до Господарського суду Львівської області про відкриття провадження у справі про банкрутство ТОВ «Яблуневий Дар». За даними правозахисника Сергія Наумовича, обидві компанії належать Тарасу Барщовському, а процедура банкрутства, у свою чергу, може забезпечити для «Яблуневого Дару» мораторій на повернення боргів і відчуження майна.
Також у листопаді 2019 року Фонд гарантування вкладів фізичних осіб продав на аукціоні права вимоги за кредитами АТ «Дельта Банк» видані компаніям «Яблуневий Дар» та «Танк-Транс». Права вимоги викупила ТОВ "Фінансова компанія «Інвестохіллс Веста» . В лютому 2020 року проти компаній ТОВ «Яблуневий дар», ТОВ «Танк-Транс», які входять до складу групи T.B. Fruit Тараса Барщовського, головним слідчим управлінням Національної поліції було відкрито кримінальне провадження. 21 лютого 2020 Барщовський втратив контроль над частиною активів, які належали Групі T.B. Fruit. Право власності набула компанія «Арсенал Інвестгруп», споріднена з "ФК «Інвестохіллс Веста». Представники нового власника отримали фізичний контроль над активом.

## Сім'я
Одружений, двоє дітей — син Святослав і донька Ірина.